# Anna Jacominaplaat
De Anna Jacominaplaat is een schiereiland en voormalige zandplaat in de Biesbosch.
De plaat wordt helemaal omringd door water, namelijk de Nieuwe Merwede, het Hollandsch Diep, de Amer en het Gat van de Visschen. Via een smalle strekdam is de Anna Jacominaplaat met het vasteland verbonden. Die strekdam zorgt ervoor dat het water van de Maas zich zo laat mogelijk mengt met dat van de Merwede.